# راه‌آهن شهری برلین
راه‌آهن شهری برلین یا برلین اشتادبان (آلمانی: Berlin Stadtbahn) سیستم قطار سبک شهری در برلین، آلمان است.
این قطار شهری که به صورت شرق به غرب ساخته شده دارای ۱۱.۲ کیلومتر طول و ۱۱ ایستگاه می‌باشد.

## نگارخانه

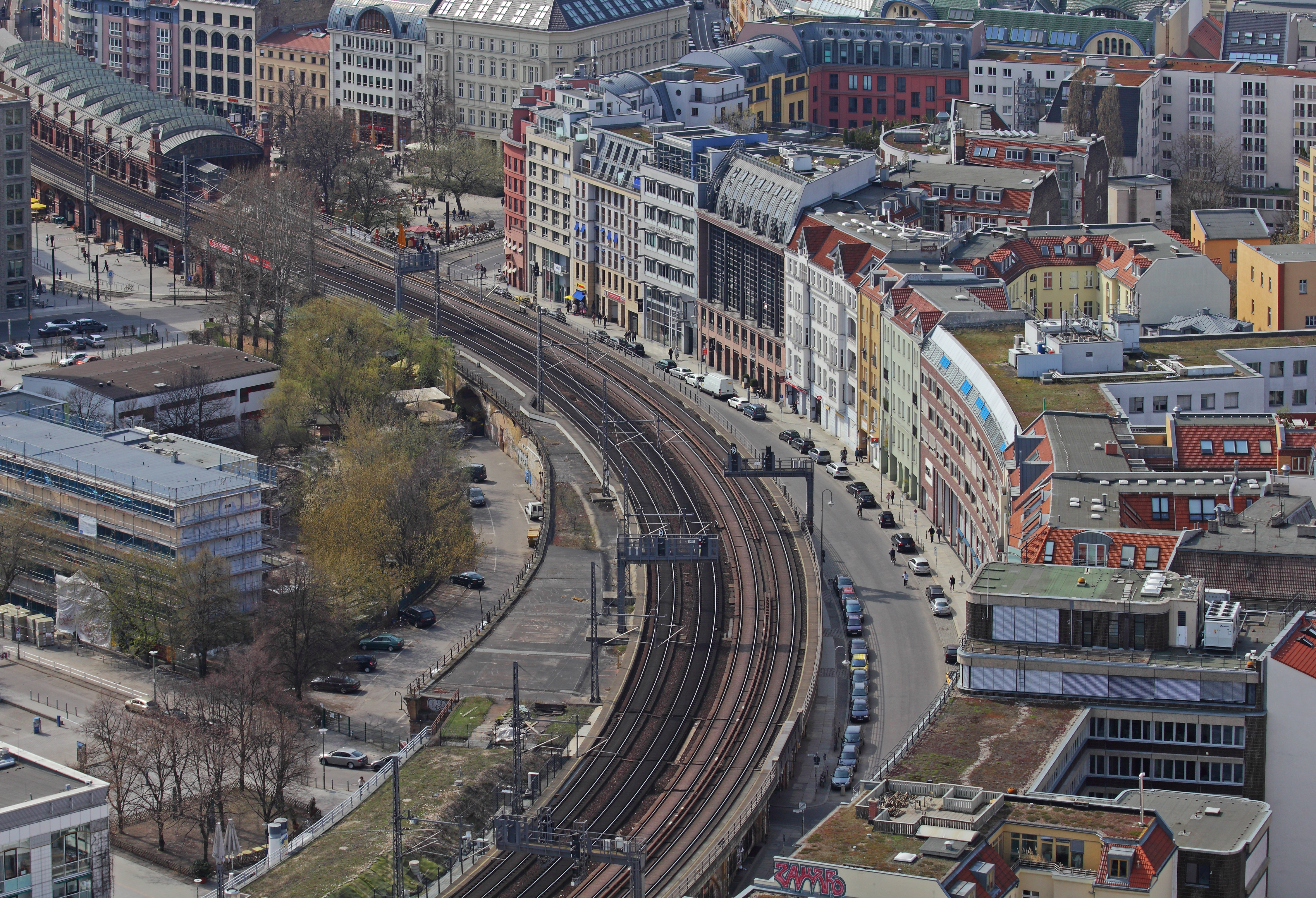
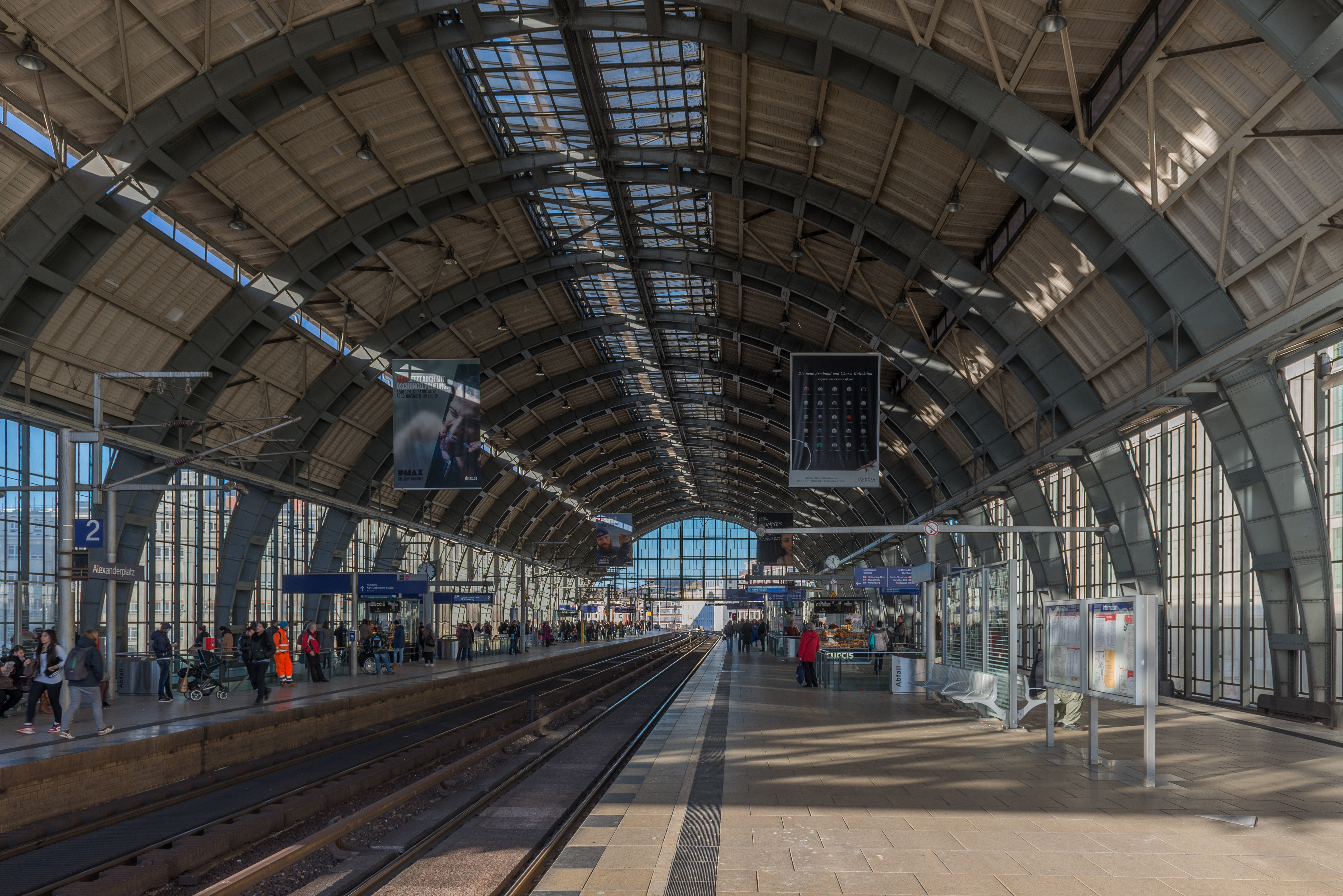
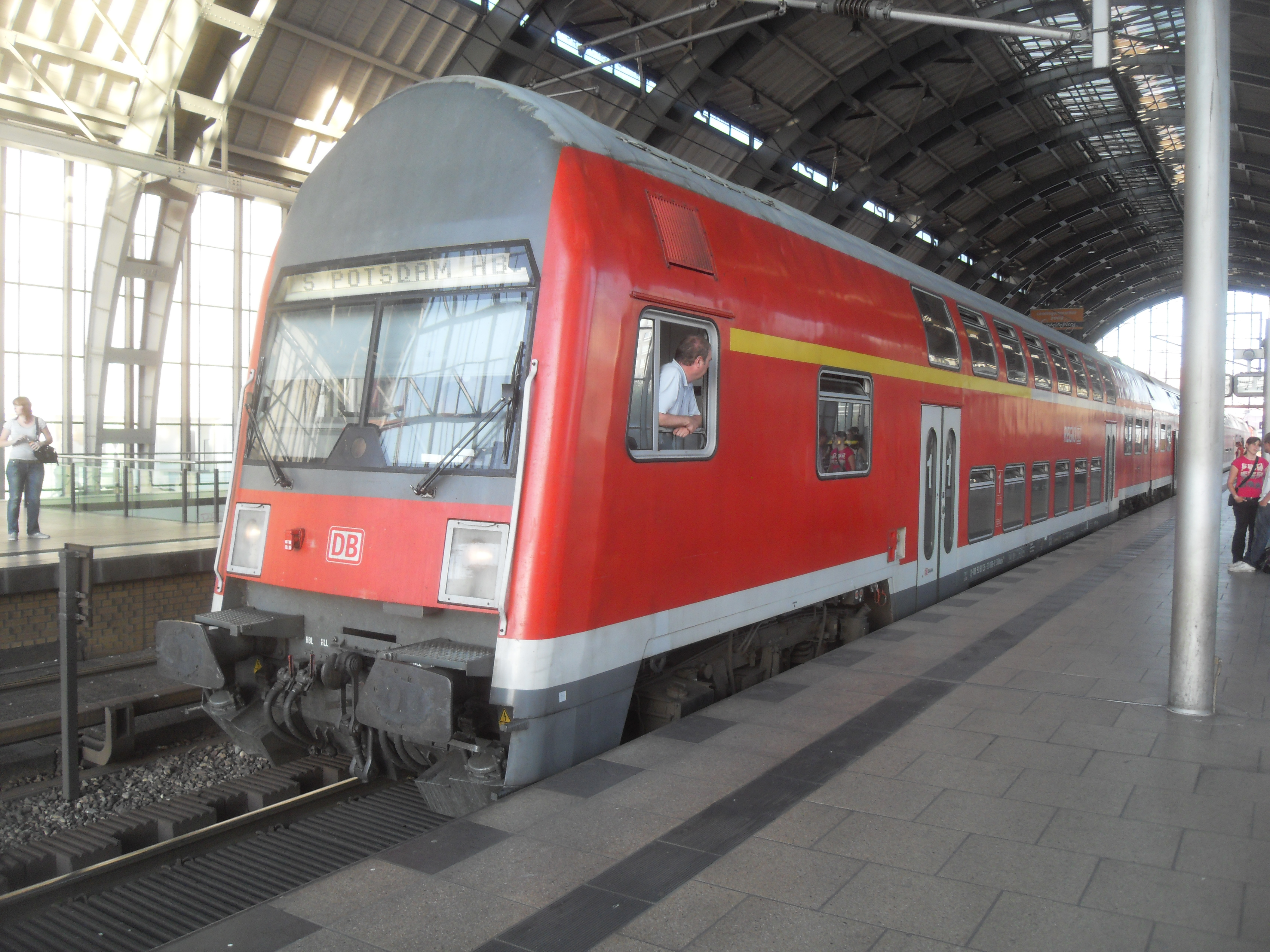
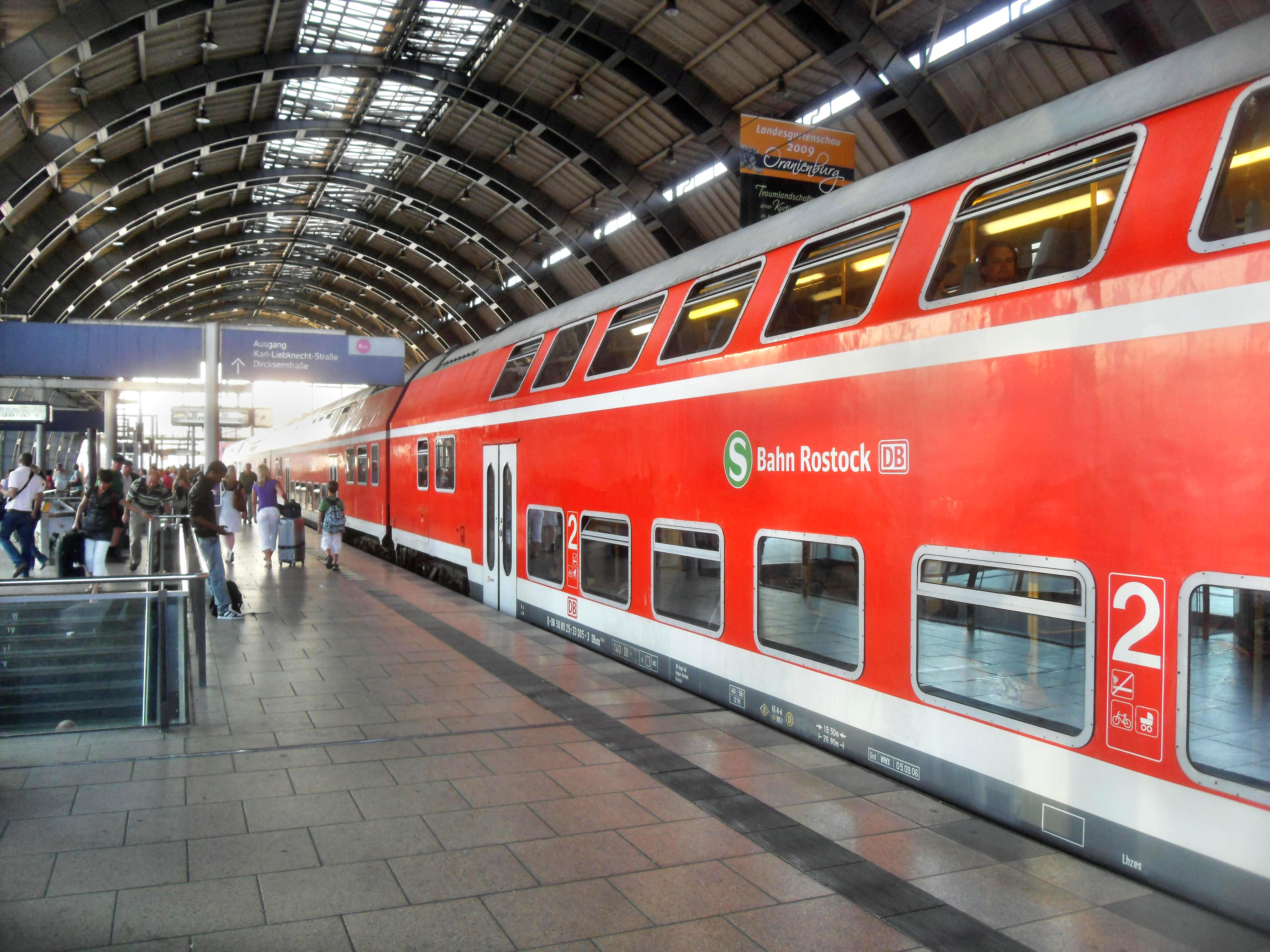
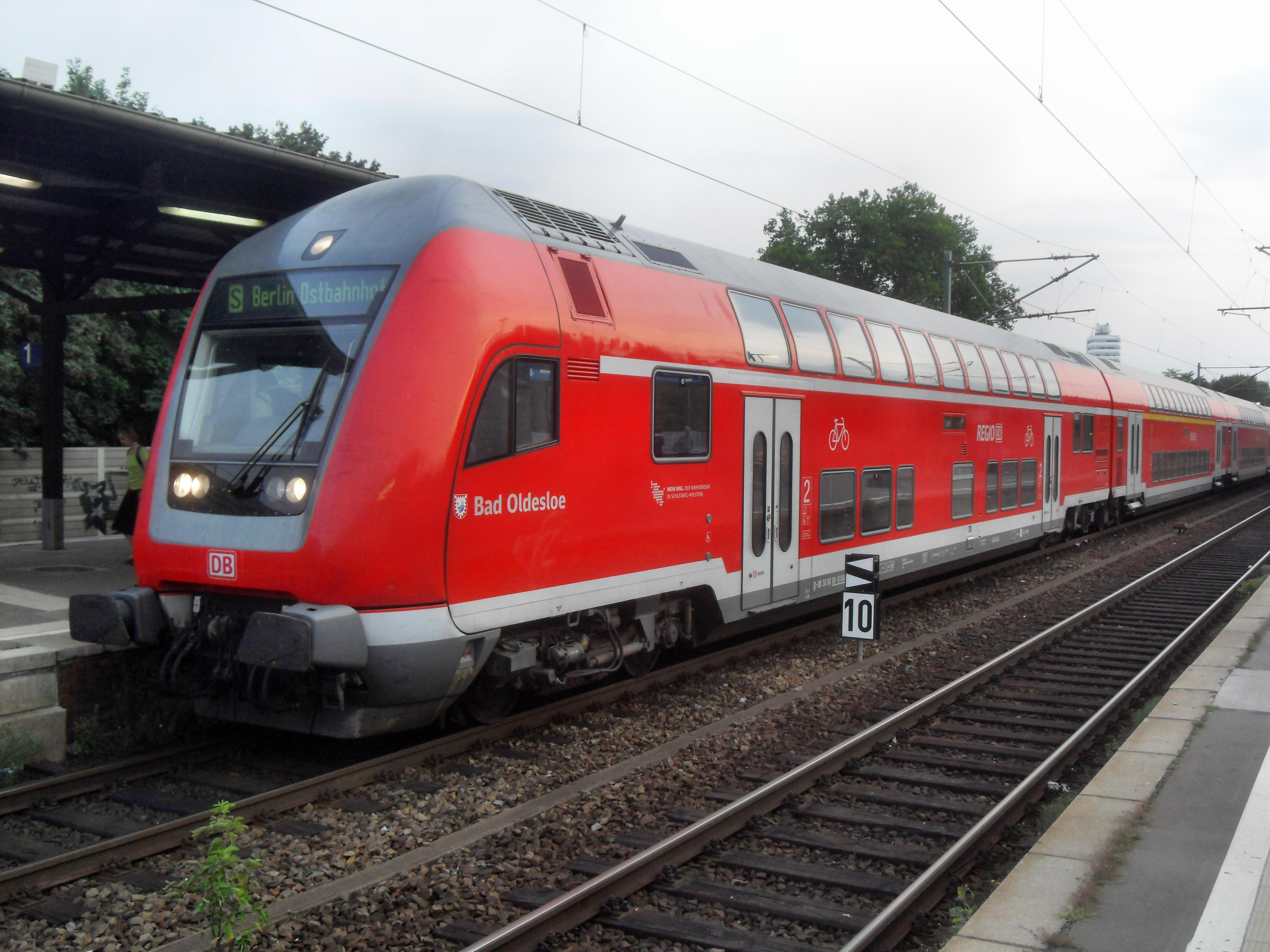
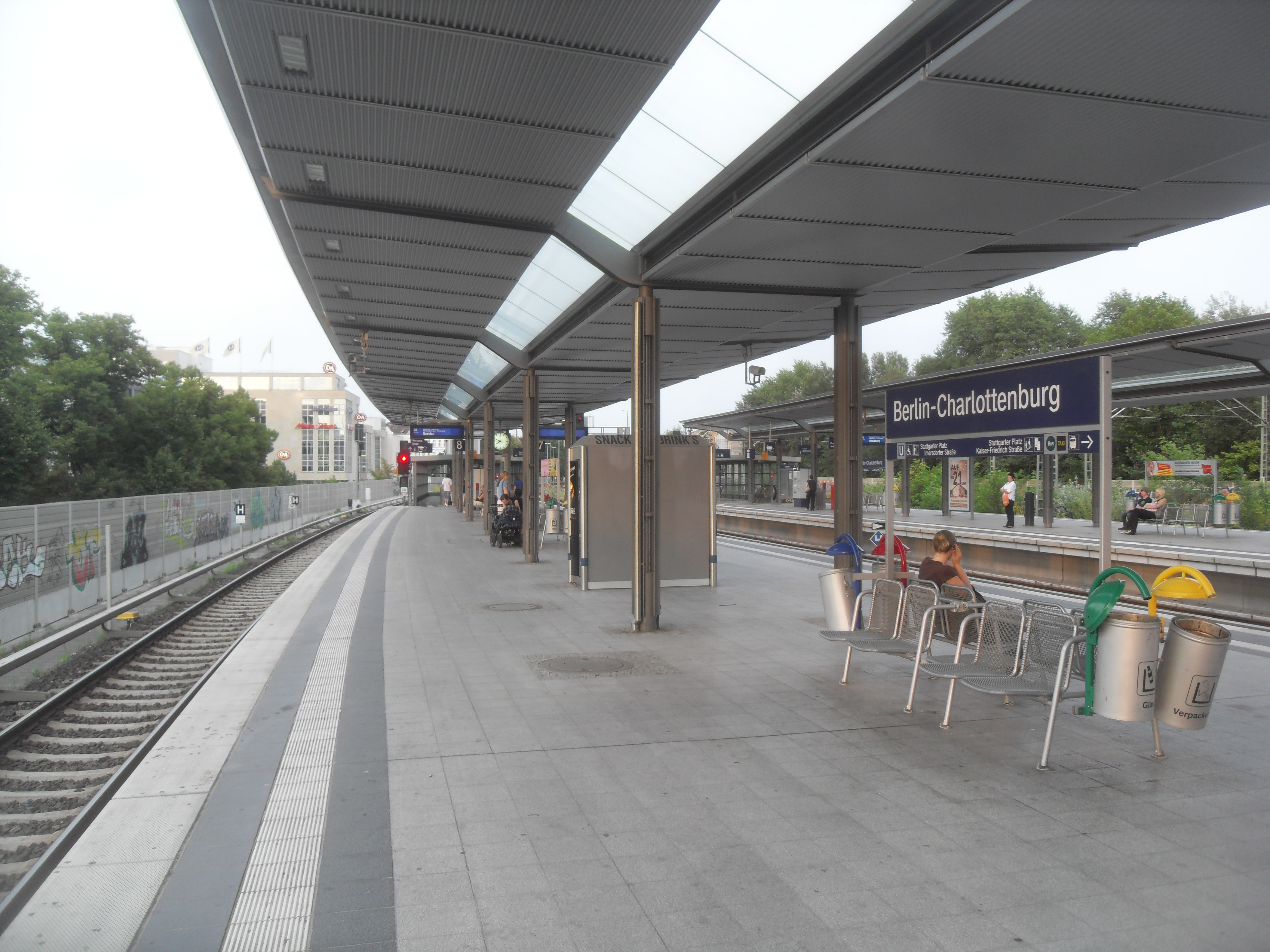
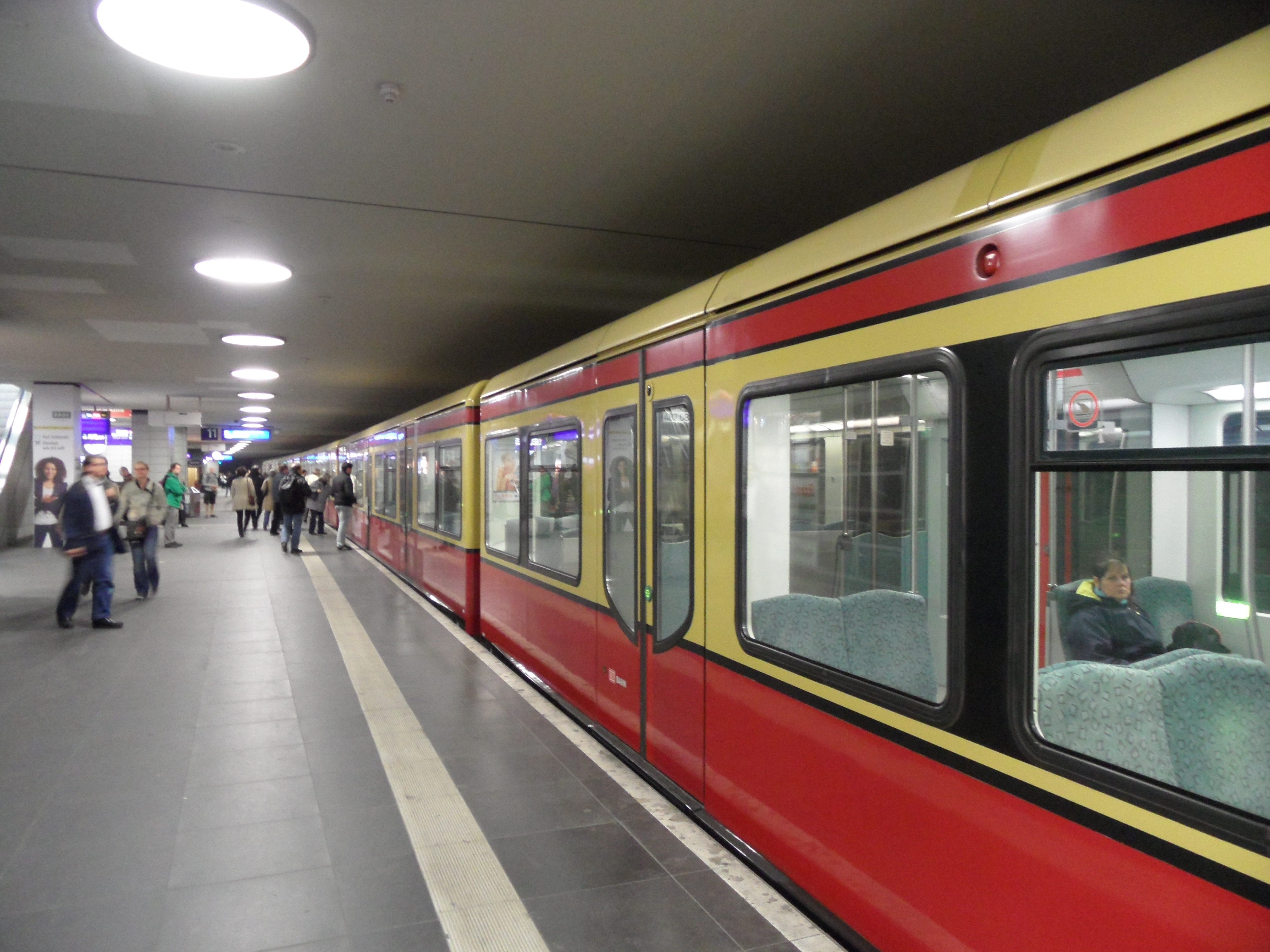